# Азанія (Сомалі)
Азанія також відома як Джубаленд (сом. Jubbaland, араб. جوبالاند) або Долина Джуба (сом. Dooxada Jubba) — невизнана держава в Африці. Територіально розташована у межах колишнього Сомалі, на південному заході країни.

## Передумови
Головним ініціатором створення Азанії вважається Кенія, так як їй вигідно існування держави-буферної зони на кордоні з сусідньою Сомалі, що перебуває у стані громадянської війни з 1991 року і розпалася на зони впливу кланів.

## Проголошення

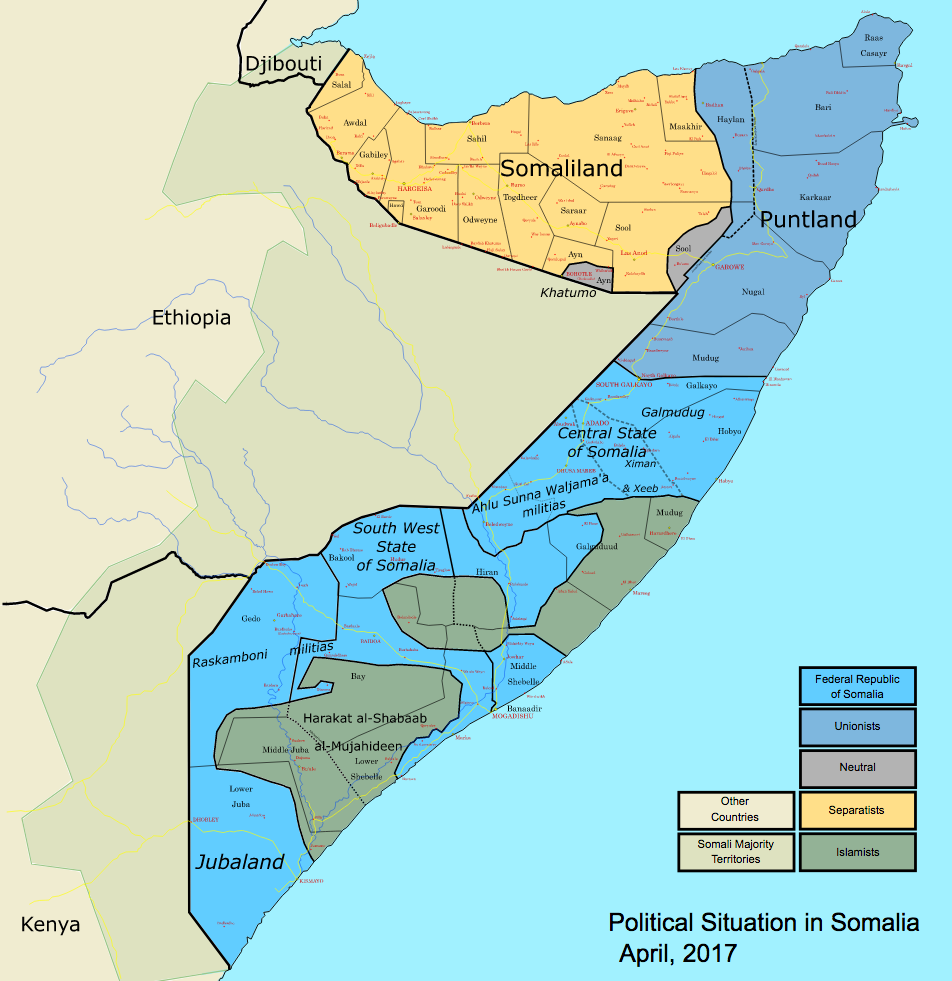
Мапа поточної політичної ситуації в Сомалі

Незалежність була урочисто проголошена 3 квітня 2011 року на церемонії в столиці Кенії Найробі. Главою нової держави став Мохаммед Абді Ганді, колишній міністр оборони Сомалі.
Лідер Азанії заявив, що має намір вигнати бойовиків сомалійського терористичного угрупування "Аш-Шабаб", пов'язаної з "Аль-Каїдою", з території своєї держави.

## Міжнародна реакція
Уряд сусідньої Кенії висловив надію, що Азанія зможе захистити країну від пануючої в Сомалі анархії.
Перехідний уряд країни, який намагається об'єднати Сомалі, засудив проголошення суверенного статусу Азанії.